# Peltonotus brunnipennis
Peltonotus brunnipennis är en skalbaggsart som beskrevs av Eugène Benderitter 1934. 
Peltonotus brunnipennis ingår i släktet Peltonotus och familjen Dynastidae. Inga underarter finns listade i Catalogue of Life.